# 岩井茂樹 (歴史学者)
岩井 茂樹（いわい しげき、1955年 - ）は中国史研究者。専攻は中国近世財政史。京都大学人文科学研究所教授を経て、京都大学名誉教授。

## 来歴
- 1955年 福岡県生まれ[3]
- 1978年 京都大学文学部史学科卒業[1]
- 1980年 京都大学大学院文学研究科修士課程修了（東洋史学）[1]
- 1983年 京都大学助手
- 1986年 京都産業大学経済学部講師
- 1989年 同助教授
- 1996年 京都大学人文科学研究所助教授
- 2001年 同教授
- 2021年 同名誉教授

## 著書

### 単著
- 『中国近世財政史の研究』京都大学学術出版会、2004年
- 『朝貢・海禁・互市―近世東アジアの貿易と秩序―』名古屋大学出版会、2020年（日経・経済図書文化賞受賞）[4]

### 編著
- 『中国近世社会の秩序形成』京都大学人文科学研究所、2004

### 共著
- 『使琉球録解題および研究』榕樹書林 1999
- 『データによる中国近代史』有斐閣 1996（韓国語訳、申一燮訳、図書出版新書苑 1999）
- 『アジアの歴史と文化5』同朋舎出版 1995
- 『戦後日本の中国史論争』河合文化研究所 1993

### 訳書
- 金冲及主編『周恩来伝』上中下巻、共訳、阿吽社 1992-1993
- 張継和『最後の宦官――小徳張』朝日新聞社 1991
- ジェローム・チェン『軍紳政権』共訳、岩波書店 1984